# Jaroslav Zářecký
Jaroslav Zářecký (1. října 1888 – 27. ledna 1955) byl československý politik a meziválečný poslanec Národního shromáždění za Republikánskou stranu zemědělského a malorolnického lidu (agrárníky).

## Biografie
Podílel se na budování agrární strany ve svém domovském regionu. Roku 1908 založil rolník v Líšníci Jaroslav Zářecký Okresní sdružení agrárního dorostu. Profesí byl dle údajů z roku 1935 rolníkem v Líšnici u Žamberka.
Po parlamentních volbách v roce 1929 získal poslanecké křeslo za agrárníky v Národním shromáždění. Mandát ovšem získal až dodatečně, v roce 1932, jako náhradník poté, co zemřel poslanec František Hnídek. Mandát obhájil v parlamentních volbách v roce 1935. Poslanecký post si oficiálně podržel do zrušení parlamentu roku 1939, přičemž v prosinci 1938 ještě přestoupil do poslaneckého klubu nově ustavené Strany národní jednoty.
V roce 1940 se uvádí jako statkář a místopředseda správní rady Akciové společnosti pro průmysl mléčný se sídlem v Praze.